# Domodossola FN
Domodossola FN is een metrostation in de Italiaanse stad Milaan dat werd geopend op 29 april 2015 en wordt bediend door lijn 5 van de metro van Milaan.

## Geschiedenis
In 1925 kreeg de Ferrovie Nord Milano toestemming voor elektrificatie waarbij als voorwaarde gesteld dat er een station moest komen voor de westelijke woonwijken en de jaarbeurs (Fiera). Dit station werd vlak ten noorden van de Corso Sempione gebouwd bij Bullona en in 1929 geopend. Eind twintigste eeuw werd besloten om de jaarbeurs te verplaatsen naar een groter terrein bij Rho. Hierbij werden ook plannen gemaakt voor de herontwikkeling van het vrijkomende jaarbeursterrein, het City Life project. In dezelfde tijd werd gebouwd aan het stadsgewestelijk net en ter vervanging van het station Bullona werd een nieuw station met vier sporen gebouwd bij de kruising van de spoorlijn met de Via Domodossola. Dit station ligt dichter bij het vroegere jaarbeursterrein dan Bullona en biedt de nieuwe kantorenwijk aansluiting op het stadsgewestelijk net (suburbane) en regionale treinen. In 2005 verhuisde de jaarbeurs naar Rho waarop het woord Fiera uit de stationsnaam verdween. In het tracébesluit voor lijn 5 uit 2006 is Domodossola FN als overstap tussen metro en de suburbane opgenomen. De bouw van de metroperrons begon in november 2010 en op 29 april 2015 werd de metrodienst bij het station gestart.

## Ligging en inrichting
De spoorlijn vanaf Cadorna FN naar de gebieden ten noorden van Milaan loopt in een uitgraving door de westelijke woonwijken. In het kader van het stadsgewestelijk net werd de spoorlijn tussen 1997 en 2007 omgebouwd van dubbelspoor tot viersporig traject. Tegelijk werden in de uitgraving tussen de Via Domodossola en de Via Filefo een eilandperron en twee zijperrons gebouwd die vervolgens werden afgedekt. Op het dak staat het stationsgebouw aan de Via Domodossola dat zowel aan de noordwest- als de zuidoost zijde ingangen heeft. Aan de zuidoost zijde ligt het stationsplein tussen het gebouw en de Via Filefo. Aan de noordwest zijde kunnen de reizigers onder een glazen luifel afdalen naar de verdeelhal onder de Via Domodossola. Deze ligt op hetzelfde niveau als de spoorlijn aan de kant van de Corso Sempione. Achter de toegangspoortjes is de verdeelhal met roltrappen en liften verbonden met het eilandperron van de metro. In verband met de inzet van onbemande metro's zijn de perrons van perrondeuren voorzien. Ten zuidwesten van het station ligt een opstelspoor tussen de doorgaande sporen dat met overloopwissels met beide sporen verbonden is. 

## Reizigersdienst
De metrodienst wordt verzorgd door lijn 5 van de Milanese metro. De suburbane lijn S3 en lijn S4 doen het station aan, daarnaast stoppen ook de stoptreinen Cadorna – Saronno – Novara en Cadorna – Saronno – Varese – Laveno in het station. De oneven sporen worden gebruikt door de treinen stad uitwaarts de even sporen door treinen richting Cadorna FN.   